# Jamides sandva
Jamides sandva är en fjärilsart som beskrevs av Hans Fruhstorfer 1921. Jamides sandva ingår i släktet Jamides och familjen juvelvingar. Inga underarter finns listade i Catalogue of Life.